# Корана
Корана је река у Хрватској и Босни и Херцеговини, десна притока реке Купе.

## Одлике
Корана отиче из Плитвичких језера. Дугачка је 144 km од извора до ушћа у реку Купу у Карловцу. У Слуњу на утоку Слуњчице у Корану настали су занимљиви водопади Растоке.
Притоке Коране су реке Слуњчица и Мрежница. Она протиче кроз градове Слуњ и Карловац. Припада црноморском сливу. Највећи водопад на реци је висок 71 метар.